# KAT-TUN
KAT-TUN(캇툰)은 일본의 남성 아이돌 그룹이다. 소속 사무소는 STARTO ENTERTAINMENT. 소속 레코드 회사는 J-One Records이다.

## 개요
원래는 6인조였으나 현재는 3인으로 활동 중이다. 방송이나 뮤비나 실제로 보면 동갑인 나카마루 유이치와 우에다 타츠야가 붙어있는 장면을 볼 수 있다. 이둘은 실제로도 서로에게 장난을 치지 않는다. 
그룹명은 멤버의 성 씨 이니셜을 연결한 것으로, 〈勝運 카츠운[*]〉이나, 〈만화처럼, 1페이지 읽으면 또 다음의 페이지가 읽고 싶어진다〉라고 하는 의미로부터 〈cartoon〉 (만화)에도 걸치고 있다. 또, 하이픈은 팬을 의미하고 있다.

## 멤버
|                               | 프로필                     | 컬러 | 비고 |
| ----------------------------- | -------------------------- | ---- | --- |
| N 나카마루 유이치 (中丸雄一)  | 1983년 9월 4일(41세), O형  | 보라 | 우에다 타츠야와 최연장자이다. 최연장자1, 유이치의 컬러인 보라는 마츠모토 준과 코야마 케이치로의 컬러이다. 캇툰에서는 우에다 타츠야랑 사이가 좋다. 그리고 캇툰에서는 카메나시 카즈야가 좋아하는 멤버다. 매운거 못먹는 멤버1 |
| T-TU 우에다 타츠야 (上田竜也) | 1983년 10월 4일(41세), B형 | 파랑 | 나카마루 유이치와 최연장자이다. 최연장자2, 우에다 컬러인 파랑은 오노 사토시와 니시키도 료의 컬러이다. 캇툰에서는 나카마루 유이치랑 사이가 좋다. 매운거 못먹는 멤버2                                                        |
| KA 카메나시 카즈야 (亀梨和也) | 1986년 2월 23일(39세), B형 | 분홍 | 카메의 컬러인 분홍은 테고시 유야의 컬러이다. 캇툰에서는 나카마루 유이치를 좋아한다. |

## 내력

### 결성
2001년
- 3월 16일, 음악 프로그램 《팝 잼》 (NHK)의 사회를 맡고 있던 KinKi Kids의 도모토 코이치의 전속 백 댄서로서, 쟈니 키타가와의 결정적 한마디로 결성.
- 3월 30일, 뮤직 스테이션 SP로 TV 첫 등장.

2002년
- 8월 10일 ~ 28일, 《관객은 신 Concert 55만 명 사랑의 리퀘스트에 응해!!》를 2도시에서 공연. 27일 오사카 쇼치쿠좌 공연의 2일째에 1일 11공연을 실시했다. 이 공연으로 당시 1일 최다공연 일본신기록 수립.

2003년
- 8월 8일 ~ 28일, 《2003 Ko토시모 Ah Tai헨 ThankU Natsu》를 3도시에서 공연.
- 8월 12일 ~ 20일, 《〈오다이바 모험왕〉 KAT-TUN의 대모험 de SHOW@호텔 그랑 퍼시픽 메리디앙》을 공연.

2004년
- 12월 28일 ~ 2005년 1월 10일, 《KAT-TUN Live 해적범》을 3도시에서 공연.

2005년
- 1월, 카메나시 카즈야와 전멤버 아카니시 진이가 출연한 텔레비전 드라마 《고쿠센》 제2시리즈가 평균 시청률 25%를 넘는 대히트가 되어, 그에 따라 그룹의 지명도를 높였다.
- 3월 25일 ~ 6월 26일, 《Looking 05 KAT-TUN》을 5도시에서 공연. 8월 26일 ~ 28일에는 재추가 공연을 실시했다.
- 11월, 《2005년 일본 배구 월드 그랜드 챔피온즈 컵》의 응원 프로듀서로 취임.

### 메이저 데뷔
2006년
- 3월 17일, 도쿄 돔에서 콘서트 《KAT-TUN SPECIAL TOKYO DOME CONCERT Debut "Real Face"》를 공연. CD 데뷔 전의 아티스트에 의한 단독 라이브는, 동 회장 사상 최초이다.
- 3월 22일, 싱글 〈Real Face〉, 앨범 《Best of KAT-TUN》, DVD 《Real Face Film》로 트리플 데뷔. KAT-TUN을 위해 쟈니즈 계열 음반사 J Storm에서 새로 만든 레이블인 〈J-One Records〉에서 발매했다. 세 작품 모두 오리콘 차트에서 1위를 차지[1], 거기에 유선 리퀘스트, 차쿠우타 다운로드에서도 1위를 획득해, 5관왕을 달성했다. 또, 4월에는 싱글이 밀리언셀러를 달성해 그 해 연간차트에서 1위를 차지했다[2]. 〈Real Face〉의 작곡은 B'z의 마츠모토 타카히로, 작사는 스가 시카오.
- 3월 28일 ~ 5월 14일, 메이저 데뷔 후 첫 콘서트 투어 《Spring Tour'06 Live of KAT-TUN“Real Face”》를 9도시에서 공연.
- 4월 3일, NEWS·칸쟈니∞와의 세 그룹 합동 팬클럽 〈YOU&J〉가 발족된다.
- 7월 19일, 2번째 싱글 〈SIGNAL〉을 발매. 오리콘 싱글 차트 첫 등장 1위를 획득.
- 10월 12일, 전멤버 아카니시 진이가 로스앤젤레스에 어학 유학을 위해 무기한으로 예능 활동을 휴지한다고 발표했다. 긴급 기자 회견을 열어, 〈탈퇴는 머릿속에 없지만, 돌아올까는 상황 나름〉이라고 표명했다.
- 12월 7일, 3번째의 싱글이 되는 〈우리의 거리에서〉를 발매. 오리콘 싱글 차트 첫등장 1위를 획득. 작사·작곡은 오다 카즈마사.

2007년
- 4월 4일, KAT-TUN에 있어서 첫 레귤러 프로그램, 《카툰 KAT-TUN》이 방송 개시.
- 4월 3일 ~ 6월 18일 《TOUR 2007 cartoon KAT-TUN II You》를 7도시에서 공연.
- 4월 18일, 2번째 앨범이 되는 《cartoon KAT-TUN II You》를 발매. 오리콘 앨범 차트 첫 등장 1위를 획득.
- 4월 19일, 아카니시가 어학 유학처인 로스앤젤레스로부터 귀국. 다음 20일에 멤버 전원 모여 귀국 회견을 실시해, 예능 활동 복귀를 표명했다. 《TOUR 2007 cartoon KAT-TUN II You》센다이 공연으로부터 공연에 대동. 완전 복귀가 된 도쿄 돔 공연만, 팜플렛을 시작해, 사진이 첨부된 전 굿즈가 지금까지 판매되고 있던 것으로부터 6명 사양으로 바뀌어 판매되었다.
- 6월 6일, 4번째의 싱글이 되는 〈기쁨의 노래〉를 발매. 오리콘 싱글 차트 첫등장 1위를 획득.
- 11월 21일, 5번째의 싱글이 되는 〈Keep the faith〉를 발매. 오리콘 싱글 차트 첫등장 1위를 획득. 발매 1주째의 매상으로서는 2007년 싱글 1위를 기록. 데뷔 이래 계속되는 초동 매상으로 30만매를 넘는 것은 이것으로 5작 연속이 되었다. 같은 사무소의 선배에 해당하는 KinKi Kids 이래 약 9년 만, 사상 2번째의 쾌거가 되었다. 작사·작곡은 히무로 쿄스케 (가사는 SPIN와 공작).
- 12월 24일 ~ 25일, 《제33회 닛폰 방송 라디오 자선 뮤직 송》 (닛폰 방송)의 사회를 담당. (메인 퍼스낼리티는 같은 국에 프로그램을 가지고 있던 타구치·아카니시)

2008년
- 2월 6일, 6번째 싱글이 되는 〈LIPS〉를 발매. 오리콘 싱글 차트 첫 등장 1위를 획득.
- 6월 4일, 3번째 앨범이 되는 《KAT-TUN III -QUEEN OF PIRATES-》를 발매. 오리콘 앨범 차트 첫 등장 1위를 획득.
- 6월 21일 ~ 5일, 3번째 도쿄 돔 공연을 포함한 《KAT-TUN LIVE TOUR 2008 QUEEN OF PIRATES》를 8도시에서 공연. 4일 연속 공연은 일본인 뮤지션으로서 사상 최초. X JAPAN이 가지고 있던 연속 공연 기록을 약 16년 7개월만에 갈아치웠다.
- 12월 3일, 8번째 싱글이 되는 〈White X'mas〉를 발매. 오리콘 싱글 차트 첫 등장 1위를 획득.

2009년
- 2월 11일, 9번째 싱글이 되는 〈ONE DROP〉을 발매. 오리콘 싱글 차트 첫 등장 1위를 획득.
- 3월 11일, 10번째 싱글이 되는 〈RESCUE〉를 발매. 2개월 연속 발매가 된다. 오리콘 싱글 차트 첫 등장 1위를 획득.
- 4월 29일, 4번째 앨범이 되는 《Break the Records -by you & for you-》를 발매. 오리콘 앨범 차트 첫 등장 1위를 획득.
- 5월 15일 ~ 21일, 《KAT-TUN LIVE Break the Records》를 공연. 7일간 연속 도쿄 돔 공연을 실시해, 연속 공연 신기록을 만들 예정이었지만, 당초 38만 5천명의 정원에 대해 배 이상의 84만 8344명의 신청이 쇄도해, 급거 추가 공연이 결정되었다. 7일간 연속이 1 공연 추가로 8일간 연속으로 변경되어 더욱 기록을 늘리는 일이 되었다. 예정에 없었던 오사카에서도 쿄세라 돔에서 5월 29일 ~ 31일에 3일간, 6월 14·15일에 도쿄 돔에서 더욱 2공연 추가가 있어, 합계 13공연으로 68만 5000명을 동원하는 것이 결정되었다.
- 7월 22일 ~ 8월 23일, 《KAT-TUN SUMMER'09 Break the Records Tour》를 6도시에서 공연.

2010년
- 2월 10일, 11번째 싱글이 되는 〈Love yourself ~네가 싫어하는 네가 좋아~〉를 발매. 오리콘 싱글 차트 첫 등장 1위를 획득.
- 5월 2일 ~ 6월 28일, 《KAT-TUN LIVE TOUR 2010 PART1: ARENA TOUR》를 10도시에서 공연. 아카니시는 이 공연을 포함한 이후의 모든 활동에 불참가.
- 5월 12일, 12번째 싱글이 되는 〈Going!〉을 발매. 오리콘 싱글 차트 첫 등장 1위를 획득.
- 6월 16일, 5번째 앨범이 되는 《NO MORE PAIИ》을 발매. 오리콘 앨범 차트 첫 등장 1위를 획득.
- 7월 16일 ~ 8월 28일, 첫 해외 공연을 포함한 《KAT-TUN LIVE TOUR 2010 PART2: WORLD BIG TOUR》를 4도시에서 공연.
- 7월 16일, 도쿄 돔에서의 라이브 개시 전에 쟈니 키타가와 사장으로부터 전멤버 아카니시 진은 정식 탈퇴의 방침이라고 발표. 정식으로 탈퇴하였다.
- 11월 17일, 13번째 싱글이 되는 〈CHANGE UR WORLD〉를 발매. 오리콘 싱글 차트 첫 등장 1위를 획득.

2011년
- 2월 2일, 14번째 싱글이 되는 〈ULTIMATE WHEELS〉를 발매. 오리콘 싱글 차트 첫 등장 1위를 획득.
- 5월 18일, 15번째 싱글이 되는 〈WHITE〉를 발매. 오리콘 싱글 차트 첫 등장 1위를 획득.
- 8월 3일, 16번째 싱글이 되는 〈RUN FOR YOU〉를 발매. 오리콘 싱글 차트 첫 등장 1위를 획득.
- 11월 30일, 17번째 싱글이 되는 〈BIRTH〉를 발매. 오리콘 싱글 차트 첫 등장 1위를 획득.

2012년
- 2월 22일, 6번째 앨범이 되는 《CHAIN》을 발매. 오리콘 앨범 차트 첫 등장 1위를 획득.
- 6월 27일, 18번째 싱글이 되는 〈TO THE LIMIT〉를 발매. 오리콘 싱글 차트 첫 등장 1위를 획득.
- 9월 12일, 19번째 싱글이 되는 〈불멸의 스크럼〉을 발매. 오리콘 싱글 차트 첫 등장 1위를 획득.

2013년
- 2월 6일, 20번째 싱글이 되는 〈EXPOSE〉를 발매. 오리콘 싱글 차트 첫 등장 1위를 획득.
- 5월 15일, 21번째 싱글이 되는 〈FACE to Face〉를 발매. 오리콘 싱글 차트 첫 등장 1위를 획득.
- 10월 9일, 거듭된 규칙 위반이 있다하여 전멤버 다나카 코키의 쟈니즈 사무소 계약 해제 및 KAT-TUN의 탈퇴가 발표되었다.
- 11월 27일, 미니 앨범 《쐐기》를 발매. 오리콘 싱글 차트 첫 등장 1위를 획득. 동시에 KAT-TUN 2013 단독 카운트다운 라이브 콘서트를 발표하였다.
- 12월 30일 ~ 31일, 《KAT-TUN 2013 COUNTDOWN LIVE》를 오사카 쿄세라 돔에서 이틀간 공연. 데뷔 이래 첫 단독 카운트다운 라이브를 치렀다.

2014년
- 1월 2일 ~ 4일, 총 3일동안 KAT-TUN 첫 단독 팬미팅인 KAT-TUN 2014 팬미팅 《신춘 카츠모데》를 요코하마 아리나에서 개최했다.
- 6월 4일, 22번째 싱글 〈In Fact〉를 발매. 오리콘 싱글 차트 첫 등장 1위를 획득.
- 6월 25일, 8번째 앨범 〈Come Here〉를 발매. 오리콘 앨범 차트 첫 등장 1위를 획득.

2015년
- 1월 21일, 23번째 싱글 〈Dead or Alive〉를 발매. 오리콘 싱글 차트 첫 등장 1위를 획득.
- 3월 11일, 24번째 싱글 〈KISS KISS KISS〉를 발매. 오리콘 싱글 차트 첫 등장 1위를 획득.
- 5월 9일 ~ 10일, 약 3년 만이 되는 도쿄 돔 공연 《KAT-TUN LIVE 2015 in TOKYO DOME》을 개최.
- 11월 24일, 닛폰 TV 방송의 《베스트 아티스트》에서 타구치가 2016년 봄에 KAT-TUN을 탈퇴하고 쟈니즈 사무소도 퇴소하는 것을 발표했다.

2016년
- 2월 10일, 25번째 싱글 〈TRAGEDY〉를 발매.
- 3월 2일, 26번째 싱글 〈UNLOCK〉을 발매.
- 3월 22일, 베스트 앨범 《KAT-TUN 10TH ANNIVERSARY BEST “10Ks!”》를 발매.
- 3월 31일, 전멤버 다구치 준노스케가 KAT-TUN에서 탈퇴하고, 쟈니즈 사무소도 퇴소한다.
- 5월 1일, 데뷔 10주년 기념 돔 콘서트 투어 《KAT-TUN 10TH ANNIVERSARY LIVE TOUR "10Ks!"》 도쿄 돔 최종 공연을 마지막으로, 충전 기간에 들어가, 3인 각각 솔로 활동에 전념한다.

### 해산
2025년
- 3월 31일, 그룹을 해산. 해산 후 소속사를 퇴소.

## 음반 목록

### 싱글
| 매 | 발매일           | 타이틀 | 최고 순위 |
| -- | ---------------- | --- | --------- |
| 1  | 2006년 3월 22일  | Real Face | 1위       |
| 2  | 2006년 7월 19일  | SIGNAL | 1위       |
| 3  | 2006년 12월 7일  | 僕らの街で 우리의 거리에서                                                                                              | 1위       |
| 4  | 2007년 6월 6일   | 喜びの歌 기쁨의 노래 | 1위       |
| 5  | 2007년 11월 21일 | Keep the faith | 1위       |
| 6  | 2008년 2월 6일   | LIPS | 1위       |
| 7  | 2008년 5월 14일  | DON'T U EVER STOP | 1위       |
| 8  | 2008년 12월 3일  | White X'mas | 1위       |
| 9  | 2009년 2월 11일  | ONE DROP | 1위       |
| 10 | 2009년 3월 11일  | RESCUE | 1위       |
| 11 | 2010년 2월 10일  | Love yourself 〜君が嫌いな君が好き〜 Love yourself ~네가 싫어하는 네가 좋아~ 전멤버 아카니시 진의 참가 마지막 싱글이다. | 1위       |
| 12 | 2010년 5월 12일  | Going! | 1위       |
| 13 | 2010년 11월 17일 | CHANGE UR WORLD | 1위       |
| 14 | 2011년 2월 2일   | ULTIMATE WHEELS | 1위       |
| 15 | 2011년 5월 18일  | WHITE | 1위       |
| 16 | 2011년 8월 3일   | RUN FOR YOU | 1위       |
| 17 | 2011년 11월 30일 | BIRTH | 1위       |
| 18 | 2012년 6월 27일  | TO THE LIMIT | 1위       |
| 19 | 2012년 9월 12일  | 不滅のスクラム 불멸의 스크럼 멤버인 나카마루 유이치가 랩하면 우에다 타츠야가 노래를 부른다.                             | 1위       |
| 20 | 2013년 2월 6일   | EXPOSE | 1위       |
| 21 | 2013년 5월 15일  | FACE to Face 전멤버 다나카 코키의 참가 마지막 싱글이다.                                                                 | 1위       |
| 22 | 2014년 6월 4일   | In Fact | 1위       |
| 23 | 2015년 1월 21일  | Dead or Alive | 1위       |
| 24 | 2015년 3월 11일  | KISS KISS KISS | 1위       |
| 25 | 2016년 2월 10일  | TRAGEDY | 1위       |
| 26 | 2016년 3월 2일   | UNLOCK 전멤버 다구치 준노스케의 참가 마지막 싱글이다.                                                                   | 1위       |

### 앨범

#### 오리지널 앨범
| 매 | 발매일          | 타이틀                               | 최고 순위 |
| -- | --------------- | ------------------------------------ | --------- |
| 1  | 2007년 4월 18일 | cartoon KAT-TUN II You               | 1위       |
| 2  | 2008년 6월 4일  | KAT-TUN III -QUEEN OF PIRATES-       | 1위       |
| 3  | 2009년 4월 29일 | Break the Records -by you & for you- | 1위       |
| 4  | 2010년 6월 16일 | NO MORE PAIИ                         | 1위       |
| 5  | 2012년 2월 22일 | CHAIN                                | 1위       |
| 6  | 2014년 6월 25일 | come Here                            | 1위       |

#### 베스트 앨범
| 매 | 발매일          | 타이틀                                | 최고 순위 |
| -- | --------------- | ------------------------------------- | --------- |
| 1  | 2006년 3월 22일 | Best of KAT-TUN                       | 1위       |
| 2  | 2016년 3월 22일 | KAT-TUN 10TH ANNIVERSARY BEST “10Ks!” | 1위       |

#### 미니 앨범
| 매 | 발매일           | 타이틀          | 최고 순위 |
| -- | ---------------- | --------------- | --------- |
| 1  | 2013년 11월 27일 | 楔-kusabi- 쐐기 | 1위       |

### 영상 작품
| 매 | 발매일           | 타이틀 |
| -- | ---------------- | --- |
| 1  | 2003년 2월 26일  | お客様は神サマーConcert 55万人愛のリクエストに応えて!! 관객분들은 신 Concert 55만인 사랑의 리퀘스트에 응해줘!! |
| 2  | 2005년 5월 3일   | KAT-TUN Live 海賊帆 KAT-TUN Live 해적범                                                                        |
| 3  | 2006년 3월 22일  | Real Face Film                                                                                                 |
| 4  | 2007년 4월 11일  | Live of KAT-TUN "Real Face"                                                                                    |
| 5  | 2007년 11월 21일 | TOUR 2007 cartoon KAT-TUN II You                                                                               |
| 6  | 2009년 1월 1일   | KAT-TUN LIVE TOUR 2008 QUEEN OF PIRATES                                                                        |
| 7  | 2009년 12월 16일 | KAT-TUN LIVE Break the Records                                                                                 |
| 8  | 2010년 12월 29일 | KAT-TUN -NO MORE PAIИ- WORLD TOUR 2010                                                                         |
| 9  | 2012년 11월 21일 | KAT-TUN LIVE TOUR 2012 CHAIN TOKYO DOME                                                                        |
| 10 | 2014년 5월 14일  | COUNTDOWN LIVE 2013 KAT-TUN                                                                                    |
| 11 | 2015년 4월 22일  | KAT-TUN LIVE TOUR 2014 come Here                                                                               |
| 12 | 2015년 10월 14일 | KAT-TUN LIVE 2015 "quarter" in TOKYO DOME                                                                      |
| 13 | 2016년 8월 17일  | KAT-TUN 10TH ANNIVERSARY LIVE TOUR "10Ks!"                                                                     |

## 출연

### 버라이어티
- 8시다 J (1998년 4월 ~ 1999년 9월, TV 아사히)
- music-enta (2001년 4월 19일 ~ 2002년 3월 14일, TV 아사히)
- 뮤직 점프 (1997년 4월 ~ 2000년 3월, NHK BS2)
- 더 소년구락부 (2000년 4월 ~ , NHK BS2)
- 팝 잼 (2001년 4월 ~ 2002년 3월, NHK)
- 알몸의 소년 (2001년 4월 ~ 2003년 3월, TV 아사히) - 레귤러
- THE 밤도 힛 퍼레 (2002년, 닛폰 TV) - 준레귤러
- 모두의 TV (2005년 4월 ~ 9월, 닛폰 TV)
- KAT-TUN×3 (2005년 7월 30일·8월 6일, 닛폰 TV)
- KAT-TUN의 그라찬 응원 프로젝트 (2005년 10월 1일 ~ , 닛폰 TV)
- 우타와라 HOT 히트 10 (2005년 10월 ~ 2006년 3월, 닛폰 TV)
- 우타와라 (2006년 4월 ~ 2007년 1월, 닛폰 TV)
- 24시간 TV 29 〈사랑은 지구를 구한다〉~인연~ (2006년 8월 26일 ~ 27일, 닛폰 TV) - 메인 퍼스낼리티
- 고교생 제복 대항 댄스 코시엔 (2006년 12월 30일, 닛폰 TV)
- cartoon KAT-TUN (2007년 4월 4일 ~ 2010년 3월 24일, 닛폰 TV)
- KAT-TUN의 선배님 알려주세요! 어른의 규칙 100 앤~드 크림시츄 (2008년 1월 12일, 닛폰 TV)
- KAT-TUN의 선배님 알려주세요! 어른의 규칙 100 (2009년 4월 5일, 닛폰 TV)
- KAT-TUN의 선배님 알려주세요! 어른의 규칙 100 PART 3 (2010년 1월 6일, 닛폰 TV)
- KAT-TUN의 절대 흉내내고 싶어지는 TV (2011년 10월 18일 - 12월 20일, 닛폰 TV)
- KAT-TUN의 세계 제일 글러먹은 밤! (2012년 1월 1일·4월 3일 ~ 12월 28일, TBS)
- 퀴즈 80 (2012년 10월 9일 ~ 12월 11일, 닛폰 TV)
- KAT-TUN의 세계 제일 득이 되는 여행! in 오키나와 (2014년 4월 18일, TBS)
- 더 소년구락부 프리미엄 (2014년 4월 16일 ~ 2016년 3월 16일, NHK BS 프리미엄) - MC
- KAT-TUN의 세계 제일 득이 되는 여행! in 홋카이도 (2014년 7월 11일, TBS)

### CM
- NTT 도코모
  - FOMA new9 (902i) 〈가자 음악! 편〉 (2006년 6월)
  - NTT DoCoMo 903i (2006년 11월 26일 ~ 12월30일, JR 서일본·오사카 순환선의 차체 광고)
  - 기업 광고 〈우리의 자유 편〉 (2007년 8월)
- 스카이 퍼펙트 TV!
  - 신 마구 편 (2006년 3월)
  - 프리킥 편 (2006년 5월)
  - MUSIC LIFE! 편 (2006년 8월)
  - 스카파! 욕심쟁이 팩 캠페인 순록 채널? 편 (2006년 12월)
- 로토 제약
  - 모기타테 과실 (2005년 7월 ~ )
  - ROTO C 큐브 (2005년 10월)
- 롯데
  - 크런키
    - CM이 수수해? 편 (2002년 9월)
    - 버릇이야♪ 편
    - 버릇이야♪ 편 II
    - 맛있게 먹는 방법 편
    - 워킹바 편

  - 플러스 X
    - 그린애플&레드베리 편 (2003년 11월)
    - 블루 시트러스 편 (2004년)
    - 핑크베리 편 (2005년)
    - 팀 플러스 엑스 편 (2005년 11월 22일 ~ 27일, 전 5화)
    - 골드파인 의상 편 (2006년 2월)
    - 골드파인 껌 3상자 편 (2006년 2월)
    - 레인보우 프루티아 편 (2006년 7월)
    - 오리지널 보틀 캠페인 편 (2007년 1월)
    - 매직 키위 편 (2007년 7월)
    - 파워 오브 프루트 편 (2007년 11월)
- MTI
  - 데코토모 DX (2009년 12월 25일 ~ )
- 스즈키
  - 솔리오 (2010년 12월 ~ )

### 라디오
- KAT-TUN 스타일 (2006년 4월 ~ 2012년 3월, 닛폰 방송)
- R-One KAT-TUN (2006년 4월 ~ 2012년 3월, 분카 방송)
- KAT-TUN의 가츤~ (2012년 4월 ~ , 분카 방송)

### 콘서트
- 관객은 신 Concert 55만 명 사랑의 리퀘스트에 응해!! (2002년 8월 10일 ~ 28일, 2도시 26공연)
- 2003 Ko토시모 Ah Tai헨 ThankU Natsu (2003년 8월 8일 ~ 28일, 3도시 10공연)
- KAT-TUN의 대모험 de SHOW (2003년 8월 12일 ~ 20일, 20공연)
- KAT-TUN Live 해적범 (2004년 12월 28일 ~ 2005년 1월 10일, 3도시 14공연)
- Spring 05 Looking KAT-TUN (2005년 3월 25일 ~ 27일, 4공연)
- Looking 05 KAT-TUN (2005년 5월 29일 ~ 6월 26일, 5도시 14공연)
- Looking KAT-TUN 2005ing (2005년 8월 26일 ~ 28일, 6공연)
- KAT-TUN Special TOKYODOME CONCERT Debut "Real Face" (2006년 3월 17일, 1공연)
- Spring Tour '06 Live of KAT-TUN "Real Face" (2006년 3월 28일 ~ 5월 7일, 8도시 40공연)
- Spring Tour '06 in TOKYO DOME Live of KAT-TUN "Real Face" (2006년 5월 13일 ~ 14일, 2공연)
- TOUR 2007 cartoon KAT-TUN II You (2007년 4월 3일 ~ 6월 17일, 7도시 28공연)
- KAT-TUN LIVE TOUR 2008 QUEEN OF PIRATES (2008년 6월 21일 ~ 8월 5일, 8도시 31공연)
- KAT-TUN Break the Records TOKYO DOME 10days·KYOSERA DOME OSAKA 3days (2009년 5월 15일 ~ 22일·6월 14일 ~ 15일, 10공연/5월 29일 ~ 31일, 3공연)
- KAT-TUN SUMMER '09 Break the Records Tour (2009년 7월 22일 ~ 8월 23일, 6도시 28공연)
- KAT-TUN LIVE TOUR 2010 PART1:ARENA TOUR (2010년 5월 2일 ~ 6월 27일)
- KAT-TUN LIVE TOUR 2010 PART2:WORLD BIG TOUR (2010년 7월 16일 ~ 8월 28일, 한국·타이완)
- KAT-TUN LIVE TOUR 2012 CHAIN (2012년 2월 11일 ~ 4월 28일)
- COUNTDOWN LIVE 2013 KAT-TUN (2013년 12월 30일 ~ 31일, 쿄세라 돔 오사카)
- KAT-TUN LIVE TOUR 2014 come Here (2014년 7월 7일 ~ 12월 31일, 10도시 23공연)
- KAT-TUN LIVE 2015 in TOKYO DOME (2015년 5월 9일 ~ 10일, 도쿄 돔)
- KAT-TUN 10TH ANNIVERSARY LIVE TOUR "10Ks!" (2016년 4월 3일·20일·30일·5월 1일, 나고야 돔·오사카 돔·도쿄 돔)

### 무대
- DREAM BOY (2004년 1월 8일 ~ 31일, 제국 극장)
  - 〈KAT-TUN&칸쟈니∞ 편〉 (2004년 4월 30일 ~ 5월 7일, 우메다 코마 극장)
  - 〈타키자와 히데아키 편〉 (2004년 5월 8일 ~ 21일, 우메다 코마 극장)
- SUMMARY of Johnnys World (2004년 8월 8일 ~ 29일, 하라쥬쿠 신 빅 탑)
- Hey! Say! Dream Boy (2005년 4월 27일 ~ 5월 15일, 우메다 예술 극장)
- KAT-TUN vs 칸쟈니∞ Musical Dream Boys (2006년 1월 3일 ~ 29일, 제국 극장)
- DREAM BOYS (2007년 9월 5일 ~ 30일, 제국 극장)

### 연재
- HEART BEAT KAT-TUN (《POTATO》)
- SECRET FACE (《duet》)
- KAT-TUN'S MANUAL (Johnny's Web)
- 사랑은 KAT-TUN (《주간 더 텔레비전》)
- KAT-TUN 스타일 (《주간 TVnavi》)
- R-One KAT-TUN (《주간 TVnavi》)

### 서적
- KAT-TUN 사진집 〈KAT-TUN 1st. in NEW YORK〉 (2003년, 와니 북스)
- KAT-TUN 라이브·다큐먼트·포토북 “BREAK the RECORDS” (2009년, 카도카와 그룹 퍼블리싱)

## 수상
| 년도 | 회차   | 시상식                | 수상 타이틀                             | 작품 타이틀                 | 참고 |
| ---- | ------ | --------------------- | --------------------------------------- | --------------------------- | ---- |
| 2006 | 제20회 | 일본 골드 디스크 대상 | 뮤직 비디오 오브 더 이어 방악 부문 수상 | KAT-TUN Live 해적범         |      |
| 2006 | 제39회 | 오리콘 연간 랭킹      | 제2위 수상                              | Real Face                   |      |
| 2006 | 제39회 | 오리콘 연간 랭킹      | 제5위 수상                              | SIGNAL                      |      |
| 2007 | 제21회 | 일본 골드 디스크 대상 | 더 베스트 뮤직 비디오 방악 부문 수상    | Real Face Film              |      |
| 2007 | 제21회 | 일본 골드 디스크 대상 | 더 베스트 10 앨범 방악 부문 수상        | Best of KAT-TUN             |      |
| 2007 | 제21회 | 일본 골드 디스크 대상 | 더 베스트 10 싱글 방악 부문 수상        | 우리의 거리에서             |      |
| 2007 | 제21회 | 일본 골드 디스크 대상 | 더 베스트 10 싱글 방악 부문 수상        | SIGNAL                      |      |
| 2007 | 제21회 | 일본 골드 디스크 대상 | 더 베스트 10 싱글 방악 부문 수상        | Keep the faith              |      |
| 2007 | 제21회 | 일본 골드 디스크 대상 | 싱글 오브 더 이어 방악 부문 수상        | Keep the faith              |      |
| 2007 | 제40회 | 오리콘 연간 랭킹      | 제5위 수상                              | Keep the faith              |      |
| 2007 | 제40회 | 오리콘 연간 랭킹      | 제6위 수상                              | 기쁨의 노래                 |      |
| 2008 | 제22회 | 일본 골드 디스크 대상 | 더 베스트 뮤직 비디오 방악 부문 수상    | Live of KAT-TUN "Real Face" |      |
| 2008 | 제22회 | 일본 골드 디스크 대상 | 더 베스트 10 싱글 방악 부문 수상        | 기쁨의 노래                 |      |
| 2008 | 제22회 | 일본 골드 디스크 대상 | 더 베스트 10 싱글 방악 부문 수상        | Keep the faith              |      |
| 2008 | 제41회 | 오리콘 연간 랭킹      | 제8위 수상                              | DON'T U EVER STOP           |      |
| 2008 | 제41회 | 오리콘 연간 랭킹      | 제9위 수상                              | LIPS                        |      |
| 2009 | 제23회 | 일본 골드 디스크 대상 | 더 베스트 10 싱글 방악 부문 수상        | DON'T U EVER STOP           |      |
| 2009 | 제23회 | 일본 골드 디스크 대상 | 더 베스트 10 싱글 방악 부문 수상        | LIPS                        |      |
| 2009 | 제42회 | 오리콘 랭킹           | 제7위                                   | RESCUE                      |      |
| 2009 | 제42회 | 오리콘 랭킹           | 제9위                                   | ONE DROP                    |      |
| 2010 | 제23회 | 일본 골드 디스크 대상 | 더 베스트 5 싱글 오브 더 이어           | RESCUE                      |      |